# Italo-Canadiens
 (août 2024).
Si vous disposez d'ouvrages ou d'articles de référence ou si vous connaissez des sites web de qualité traitant du thème abordé ici, merci de compléter l'article en donnant les références utiles à sa vérifiabilité et en les liant à la section « Notes et références ».
Les Italo-Canadiens sont des citoyens du Canada d'origine italienne. Selon le recensement de 2021, 1 546 390 Canadiens (soit 4,3% de la population) déclaraient être d'ascendance italienne. Ils sont surtout établis dans les provinces du Québec (Italo-Québécois) et de l'Ontario.

## Histoire
Les vagues d'immigration italienne, notamment celles de 1880 à 1925 et de 1950 à 1960, créent des communautés italiennes, qui proviennent principalement du nord de l’Italie, près de la France, pour la première vague, et du sud de l'Italie pour la deuxième vague. Plusieurs répondirent aux annonces publicitaires des agences d’emploi qui soulevaient le fait que le Canada avait besoin de beaucoup de main-d’œuvre ouvrière pour des projets comme le chemin de fer Canadien Pacifique (1880-1925) et la construction des premières écluses du fleuve Saint-Laurent.
Souvent pauvres, ils vivaient fréquemment dans un même édifice en très grand nombre pour minimiser les frais de logement, ce qui donnait lieu aux grandes agglomérations d’italiens dans certaines ville canadiennes comme Toronto, Montréal, Vancouver, Hamilton et Cornwall. L'extrême pauvreté donnait souvent lieu au sentiment de révolte et aux préjugés concernant la mafia.
Les Italo-Canadiens font naître de nouveaux types de commerces et d'entreprises, qui débutent avec les connaissances et l’expérience des immigrants italiens durant les années 1880 à 1968, comme de nombreux types d’artisans et d’importateurs de produits italiens. Ils augmentent considérablement la quantité de main-d’œuvre et le bassin de population de la ville. En Ontario, de nombreux Italo-Canadiens impliqués dans les syndicats contribuent aux réformes concernant de meilleures conditions de travail et à l’avènement de la loi sur la sécurité au travail.

## Statistiques par provinces et territoires
| Province/Territoire       | Population | %     |
| ------------------------- | ---------- | ----- |
| Terre-Neuve-et-Labrador   | 1 180      | 0,2 % |
| Île-du-Prince-Édouard     | 605        | 0,5 % |
| Nouvelle-Écosse           | 11 240     | 1,3 % |
| Nouveau-Brunswick         | 5 610      | 0,8 % |
| Québec                    | 249 205    | 3,5 % |
| Ontario                   | 781 345    | 6,9 % |
| Manitoba                  | 18 598     | 1,7 % |
| Saskatchewan              | 7 565      | 0,8 % |
| Alberta                   | 67 655     | 2,3 % |
| Colombie-Britannique      | 126 420    | 3,3 % |
| Yukon                     | 500        | 1,8 % |
| Territoires du Nord-Ouest | 400        | 1,1 % |
| Nunavut                   | 95         | 0,4 % |
| Canada                    | 1 270 370  | 4,3 % |

## Filmographie
- Notes sur une minorité (1965) de Gianfranco Mingozzi
- Dimanche d'Amérique (1971) de Gilles Carle
- Café Italia (1985) de Paul Tana
- La sarrasine (1992) de Paul Tana
- Mambo Italiano (2003) d'Émile Gaudreault
- Souviens-toi de nous (2008, ricordati di noi) de Paul Tana
- J'ai fait mon propre courage (2009) Ho fatto il mio coraggio) de Giovanni Princigalli
- Trois camarades de Montréal (2018) de Bruno Ramirez et Giovanni Princigalli

### Volumes
- Lazar, Barry. A guide to ethnic Montréal, Montréal, General Publishing Co., 1992, 324 p.
- Ramirez, Bruno. Les premiers Italiens de Montréal, Montréal, éditions Boréal Express, 1984, 135 p.
- Taddeo, Donat J et Raymond C. TARAS. Le débat linguistique du Québec, Montréal, Les Presses de l’université de Montréal, 1987, 227 p.
- Ucciello, Guerra Vincenzo. Italians Everywhere, Montréal, Canadian Volume, 1989, 203 p.